# Colanthelia rhizantha
Colanthelia rhizantha är en gräsart som först beskrevs av Eduard Hackel, och fick sitt nu gällande namn av Mcclure. Colanthelia rhizantha ingår i släktet Colanthelia, och familjen gräs. Inga underarter finns listade i Catalogue of Life.